# Venusia suffusa
Venusia suffusa är en fjärilsart som beskrevs av Louis Beethoven Prout 1905. Venusia suffusa ingår i släktet Venusia och familjen mätare. Inga underarter finns listade i Catalogue of Life.